# Drexler András
Drexler András (teljes nevén: Drexler András Gábor; Keszthely, 1968. november 19. –) magyar külügyi szakértő, diplomata.

## Pályafutása
1997-ig tanult a Kereskedelmi, Vendéglátóipari és Idegenforgalmi Főiskolán, idegenforgalmi és szállodaipari közgazdász, gazdasági szaktanár szakokon, majd 1998-ban a Budapesti Közgazdaságtudományi Egyetemen külügyi szakértő MA képesítést szerzett. 2005-ben szerezte a Budapesti Corvinus Egyetem nemzetközi kapcsolatok doktori iskolájában PhD fokozatát. 1998-tól dolgozott a Külügyminisztérium EU-koordinációs főosztályán, majd 2000-től a német referatúrán. Egy évet Németországban töltött cserediplomataként az ottani külügyi hivatal Európa osztályán. 2002-től 2006-ig Magyarország berlini nagykövetsége EU-attaséja volt. 2008-ig ismét a magyar Külügyminisztériumban dolgozott, majd Magyarország Buenos Aires-i nagykövetségén első beosztott volt.
2013. június 1-jén nevezték ki Magyarország havannai nagykövetsége vezetőjének, 2016. szeptember 27-től akkreditálták a Dominikai Köztársaságban és Jamaicában is, 2017. augusztus 21-től pedig a Dominikai Közösségben és Saint Luciában is.
2018. február 6-án felmentették kubai szolgálata alól és kinevezték chilei nagykövetnek.
Nős, első gyermeke argentínai kiküldetése alatt született Buenos Airesben. A magyar és spanyol mellett angolul és németül beszél.